# ドラマ特区
『ドラマ特区』（ドラマとっく）は、毎日放送（MBSテレビ）の制作により、TBSテレビ系列局の一部と独立局において2019年4月より放送されている深夜ドラマ放送枠およびその冠タイトル。

## 概要
毎日放送が2019年4月期の番組改編にてドラマイズムの姉妹枠として新設。
同局の深夜アニメ枠「アニメ特区」枠に倣ってローカル枠となっているが、深夜アニメ枠とは異なりドラマ枠では「ドラマシャワー」枠よりも格上の位置付けとされている。
TBS系列局の一部と独立局向けネットとなっており、関東地区では5いっしょ3ちゃんねる各局（『ホームルーム』までは首都圏トライアングル各局のみ）で放送されている。番組開始当初からTBSテレビとTOKYO MX での放送実績はない。
2020年5月から同年9月までは2019新型コロナウイルス感染拡大の影響で新作ドラマの放送を一時中断し、中断期間中はドラマイズム枠で放送された過去作の再放送が行なわれた。

## 放送番組

### 2019年
1. カカフカカ-こじらせ大人のシェアハウス-（4月26日 - 6月28日）
  - 原作：石田拓実「カカフカカ」
  - 主演：森川葵
  - 脚本：阿相クミコ
  - オープニング：lol「like that!!」
  - エンディング：BoA「スキだよ -MY LOVE-」
2. コーヒー&バニラ（7月5日 - 9月6日）
  - 原作：朱神宝
  - 主演：福原遥
  - 脚本：下田悠子
  - オープニング：GOOD ON THE REEL「YOU＆I」
  - エンディング：宮川愛李「メランコリック」
3. カフカの東京絶望日記（9月13日 - 10月25日）
  - 原案：平松昭子「マンガで読む絶望名人カフカの人生論」
  - 主演：鈴木拡樹
  - 脚本：アサダアツシ
  - オープニング：buzz☆Vibes「ZETSUBOU FUNK」
  - エンディング：KEYTALK「DROP2」
4. あおざくら 防衛大学校物語（11月1日 - 11月29日）
  - 原作：二階堂ヒカル
  - 主演：本郷奏多
  - 脚本：吉田恵里香、宮本武史
  - オープニング：I Don't Like Mondays.「DIAMOND」
  - エンディング：Da-iCE「BACK TO BACK」
5. ねぇ先生、知らないの?（12月6日 - 2020年1月17日）
  - 原作：浅野あや
  - 主演：馬場ふみか・赤楚衛二
  - 脚本：下田悠子
  - オープニング：まるりとりゅうが「サニー」
  - エンディング：赤頬思春期「LOVE」

### 2020年
1. ホームルーム（1月24日 - 3月27日）
  - 原作：千代
  - 主演：山田裕貴
  - 脚本：継田敦
  - オープニング：SHE'S「Unforgive」
  - エンディング：パスピエ「まだら」
2. ピーナッツバターサンドウィッチ（4月3日 - 5月22日）
  - 原作：ミツコ
  - 主演：矢作穂香・伊藤健太郎
  - 脚本：伊達さん、下田悠子
  - オープニング：ビッケブランカ「Shekebon!」
  - エンディング：植田真梨恵「I JUST WANNA BE A STAR」
3. 俺たちはあぶなくない〜クールにさぼる刑事たち（9月18日 - 11月6日）
  - 主演：鈴木伸之（劇団EXILE）・佐野勇斗（M!LK）
  - 脚本：ふじきみつ彦、宮本武史
  - オープニング：GOOD ON THE REEL「ノーゲーム」
  - エンディング：Hilcrhyme「グランシャリオ」
4. 社内マリッジハニー（11月13日 - 12月25日）
  - 原作：藤原えみ
  - 主演：板垣瑞生・松井愛莉
  - 脚本：内平未央、下亜友美
  - オープニング：安斉かれん「Secret Love」
  - エンディング：THE BEAT GARDEN「マリッジソング」

### 2021年
1. 夢中さ、きみに。（1月8日 - 2月5日）
  - 原作：和山やま
  - 主演：大西流星（なにわ男子 / 関西ジャニーズJr.）
  - 脚本：喜安浩平、濱田真和
  - オープニング：Broken my toybox「Hello Halo -ReLight-」
  - 主題歌：なにわ男子「夜這星」
2. 西荻窪 三ツ星洋酒堂（2月12日 - 3月19日）
  - 原作：浅井西
  - 主演：町田啓太（劇団EXILE）
  - 脚本：モラル、谷賢一、村野玲子、戸田彬弘
  - オープニング：I Don't Like Mondays.「ENTERTAINER」
  - エンディング：SARD UNDERGROUND「遠い星を数えて」
3. RISKY（3月26日 - 5月7日）
  - 原作：たちばな梓「RISKY〜復讐は罪の味〜」
  - 主演：萩原みのり
  - 脚本：坪田文
  - 主題歌：FantasticYouth「品行崩壊」
4. ラブファントム（5月14日 - 7月16日）
  - 原作：みつきかこ
  - 主演：桐山漣
  - 脚本：本山久美子、御法川修
  - オープニング：JO1「Dreaming Night」
  - エンディング：all at once「23:59」
5. 初情事まであと1時間（7月23日 - 9月10日）
  - 原作：ノッツ
  - 監督・脚本・演出：橋口亮輔、三浦大輔、大九明子、谷口恒平
  - オープニング：Ado「夜のピエロ」
  - エンディング：Rain Drops「明日は日曜日」
6. どうせもう逃げられない（9月17日 - 11月12日）
  - 原作：一井かずみ
  - 主演：白洲迅
  - 脚本：鈴木裕那、河原瑶
  - オープニング：GARNiDELiA「春がきたよ」
  - エンディング：ももすももす「サーモクライン」
7. 美しい彼（シーズン1）[注釈 5]（11月19日 - 12月24日）
  - 原作：凪良ゆう
  - 主演：萩原利久・八木勇征（FANTASTICS from EXILE TRIBE）
  - 脚本：坪田文
  - オープニング：もさを。「カラメル」
  - エンディング：ロス「Follow」

### 2022年
1. たびくらげ探偵日記（1月7日 - 28日）
  - 主演：荒牧慶彦・水江建太
  - 脚本：GoRA
  - 主題歌：まっきーとけんた「Nothing but…」
  - エンディング：まっきーとけんた「Believe + Believe」
2. あせとせっけん（2月4日 - 4月1日）
  - 原作：山田金鉄
  - 主演：佐藤寛太（劇団EXILE）・大原優乃
  - 脚本：モラル、井上テテ、池亀三太
  - オープニング：チョーキューメイ「3月の花嫁」
  - エンディング：天月-あまつき-「キミトユレル」
3. モトカレ←リトライ（4月8日 - 5月27日）
  - 原作：華谷艶
  - 主演：鈴木仁・川津明日香
  - 脚本：土城温美、山本奈奈
  - オープニング：Chilli Beans.「マイボーイ」
  - エンディング：Ezoshika Gourmet Club「赤い」
4. 教祖のムスメ（6月3日 - 7月15日）
  - 主演：茅島みずき
  - 脚本：中村允俊
  - 主題歌：Dios「断面」
5. FLAIR BARTENDER'Z（7月22日 - 8月26日）
  - 原案：古川由隆
  - 脚本：山崎彬
  - 主題歌：阿久津仁愛・立石俊樹・一ノ瀬竜・小西詠斗「Magic Cocktail」
6. 少年のアビス（9月2日 - 10月21日）
  - 原作：峰浪りょう
  - 主演：荒木飛羽
  - 脚本：狗飼恭子
  - オープニング：理芽「インナアチャイルド」
  - エンディング：SpendyMily「Iris」
7. 恋と弾丸（10月28日 - 12月23日）
  - 原作：箕野希望
  - 主演：古川雄大・馬場ふみか
  - 脚本：舘そらみ
  - オープニング：ちゃんみな「Angel」
  - エンディング：NAQT VANE「TOUCH」

### 2023年
1. あなたは私におとされたい（1月6日 - 2月17日）
  - 原作：梅涼、宮口ジュン
  - 主演：鶴嶋乃愛・村井良大
  - 脚本：鈴木史子
  - オープニング：Beverly「Swamp!」
  - エンディング：THREE1989「幸福論理」
2. バツイチがモテるなんて聞いてません（2月24日 - 3月31日）
  - 原作：亀奈ゆう、COMIC ROOM
  - 主演：高梨臨
  - 脚本：我人祥太
  - オープニング：みゆはん「未来永劫期待ゼロ」
  - エンディング：Natumi.「Knock」
3. 墜落JKと廃人教師（Lesson1）[注釈 6]（4月7日 - 6月2日）
  - 原作：sora
  - 主演：橋本涼（HiHi Jets / ジャニーズJr.）
  - 脚本：下亜友美、我人祥太
  - オープニング：シユイ「君君舞」
  - エンディング：ももすももす「まともじゃないのがちょうどいいの」
4. 犬と屑（6月9日 - 7月28日）
  - 原作：朝賀庵
  - 主演：倉悠貴
  - 脚本：阿相クミコ、岡庭ななみ
  - オープニング：ユトレヒト「泣き虫シュレディンガー」
  - エンディング：二ノ宮はぐ「Liar Life」
5. 結婚予定日（8月4日 - 9月29日）
  - 原作：西原衣都、ムノ
  - 主演：松田元太（Travis Japan）・大原櫻子
  - 脚本：綿種アヤ、ニシオカ・ト・ニール、藤平久子
  - オープニング：Travis Japan「99 PERCENT」
  - エンディング：のんぴー「でんせん」
6. 君となら恋をしてみても（10月6日 - 11月3日）
  - 原作：窪田マル
  - 主演：日向亘・大倉空人（原因は自分にある。）
  - 脚本：森野マッシュ
  - 主題歌：the shes gone「きらめくきもち」
  - エンディング：osage「夜煩い (feat.石野理子)」
7. サブスク不倫（11月10日 - 12月15日）
  - 原作：Nemeton、Minto Studio、CLLENN
  - 主演：佐津川愛美
  - 脚本：国井桂
  - オープニング：Sano ibuki「罰点万歳」
  - エンディング：GeeSLY「ジギタリス」

### 2024年
1. 彼女と彼氏の明るい未来（1月12日 - 2月23日）
  - 原作：谷口菜津子
  - 主演：末澤誠也（Aぇ! group / 関西ジュニア）・関水渚
  - 脚本：伊達さん、橋爪駿輝
  - オープニング：DeNeel「ブラックアウト」
  - エンディング：Have a Nice Day!「メビウス」
2. シンデレラ・コンプレックス（3月1日 - 4月12日）
  - 原作：井上里彩子
  - 主演：田中美久・飯島寛騎
  - 脚本：舘そらみ
  - オープニング：DeNeel「富と果実」
  - エンディング：SIOOM (from M-line Music) 「C\C（シンデレラ\コンプレックス）'24」
3. ゴーストヤンキー（4月19日 - 5月17日）
  - 主演：柏木悠（超特急）
  - 脚本：我人祥太
  - オープニング：THE CRAZY RIDER 横浜銀蝿 ROLLING SPECIAL「昭和魂」
  - エンディング：わんぱく団「One Night Party」
4. 過保護な若旦那様の甘やかし婚（5月24日 - 6月28日）
  - 原作：こだち
  - 主演：高野洸
  - 脚本：三木康一郎
  - オープニング：×純文学少女歌劇団「カレイドスコープ」
  - エンディング：高野洸「君という奇跡」
5. 彩香ちゃんは弘子先輩に恋してる（1st Stage）[注釈 7]（7月5日 - 8月23日）
  - 原作：Sal Jiang
  - 主演：加藤史帆（日向坂46）・森カンナ
  - 脚本：下亜友美
  - オープニング：はしメロ「パレット」
  - エンディング：Young Kee「バイタル」
6. 愛人転生 -サレ妻は死んだ後に復讐する-（9月6日 - 10月25日）
  - 原作：池田聖子、久嘉めいら（作画）
  - 主演：香音・千賀健永（Kis-My-Ft2）
  - 脚本：大歳倫弘（ヨーロッパ企画）、モラル、高橋幹子
  - オープニング：フィロソフィーのダンス「恋のシャバドゥビドゥ」
  - エンディング：TOOBOE「きれぇごと」
7. 初めましてこんにちは、離婚してください（11月8日 - 12月27日）
  - 原作：あさぎ千夜春
  - 主演：犬飼貴丈・林芽亜里
  - 脚本：桐乃さち、折戸咲月
  - オープニング：乃紫「縁色反応」
  - エンディング：TRACK15「千年計画」

### 2025年
1. ふったらどしゃぶり（1月10日 - 2月21日）
  - 原作：一穂ミチ「ふったらどしゃぶり When it rains, it pours」
  - 主演：伊藤あさひ・武藤潤（原因は自分にある。）
  - 脚本：開真理
  - オープニング：ONE LOVE ONE HEART「ビターネクター」
  - エンディング：わんちゃんわんわんねこにゃんにゃん「明けない夜」
2. 復讐カレシ〜溺愛社長の顔にはウラがある〜（2月28日 - 4月18日）
  - 原作：森田りょう、真田ちか（作画）
  - 主演：紺野彩夏・鈴木仁
  - 脚本：今西祐子、藤平久子
  - 主題歌：川崎鷹也「曖昧Blue」
3. 年下童貞くんに翻弄されてます（4月25日 - 6月13日）
  - 制作・出版：LOCKER ROOM
  - 原作脚本：セイナ、作画・りお@
  - 主演：森香澄・柏木悠（超特急）
  - 脚本：下亜友美
  - オープニング：This is LAST「火の花」
  - エンディング：YUTORI-SEDAI「私だって、」
4. 世界で一番早い春（6月20日 - 8月15日）
  - 原作：川端志季
  - 主演：吉田美月喜・藤原樹（THE RAMPAGE from EXILE TRIBE）
  - 脚本：ニシオカ・ト・ニール、松本美弥子、桐乃さち
  - オープニング：Girls²「さくら、届け」
  - エンディング：Luov「透明シャボン」
5. 死ぬまでバズってろ!!（10月17日 - ）
  - 原作：ふせでぃ

## 放送局
2025年4月時点。放送時間は各作品の項目を参照。更新時点では『ピーナッツバターサンドウィッチ』のネット局が最も多い。

## ネット配信
- 最新話見逃し配信は毎日放送の放送日基準で各ドラマ統一のスケジュールで実施される[注釈 9]。
- 遅れネット局ではインターネット配信開始が放送より先行。全話の見逃し配信終了後に放送する局もある。
- 毎日放送の過去放送済分についてはドラマ毎に配信元が異なるので個別記事を参照。

| 配信元        | 更新日時       | 配信期間 | 備考                           |
| ------------- | -------------- | -------- | ------------------------------ |
| MBS動画イズム | 金曜 1:30 更新 | 7日      | 毎日放送の最新話限定で無料配信 |
| TVer          | 金曜 1:30 更新 | 7日      | 毎日放送の最新話限定で無料配信 |
| GYAO!         | 金曜 1:30 更新 | 7日      | 毎日放送の最新話限定で無料配信 |